# Xã Taylor, Quận Grundy, Missouri
Xã Taylor (tiếng Anh: Taylor Township) là một xã thuộc quận Grundy, tiểu bang Missouri, Hoa Kỳ. Năm 2010, dân số của xã này là 179 người.